# Ērgļi kommun
Ērgļu Novads var en kommun i Lettland. Den låg i den centrala delen av landet, 100 km öster om huvudstaden Riga. Antalet invånare var 3 570.
2021 slogs kommunen samman med Madona kommun.
Följande samhällen fanns i Ērgļu Novads:
- Ērgļi